# 6 janvier dans les chemins de fer
6 décembre 6 février
Chronologies thématiques
- Croisades
- Sports
- Disney

Cette page concerne les événements qui se sont déroulés un 6 janvier dans les chemins de fer.

## Événements

### XXesiècle
- 1964, dernier jour du tramway à Lausanne.
- 1985, dernier jour d'exploitation de la ligne d'Auteuil et des rames dites « Standard  ».
- 1997, le trafic ferroviaire est entièrement restauré dans le tunnel sous la Manche, seulement deux mois après l'incendie d'une navette pour poids lourds.

### XXIesiècle
- 2005, États-Unis : la collision entre deux trains de marchandises de la compagnie Norfolk Southern à Graniteville (Caroline du Sud) fait au moins huit morts et provoque la formation d'un nuage de chlore par suite de la rupture d'un wagon-réservoir. Voir accident ferroviaire de Graniteville.
- 2006, Chine :  le ministre chinois au transport ferroviaire, Liu Zhijun, annonce un plan de 160 milliards de yuans, pour la mise en œuvre en 2006 de pas moins de 87 projets ferroviaires, dont plusieurs projets de ligne à grande vitesse.

## Naissances
- 1854 : William N. Page, ingénieur civil américain qui construisit la  Chesapeake and Ohio Railway et la Virginian Railway.

## Décès
- 1872 : James Fisk, financier américain qui travailla avec Daniel Drew pour le contrôle de l'Erie Railroad.
- 1875 : Émile Pereire, fondateur des compagnies du Midi et du Norte espagnol
- 1901 : Philip Armour, fondateur de l'entreprise Armour and Company et de sa filiale Armour Refrigerator Line qui fut l'une des premières compagnies à utiliser des wagons réfrigérés.